# 皮奥瓦马萨亚
皮奥瓦马萨亚（義大利語：Piovà Massaia），是意大利阿斯蒂省的一个市镇。总面积10.8平方公里，人口713人，人口密度66.0人/平方公里（2009年）。ISTAT代码为005086。